# William Ramsay
Pour les articles homonymes, voir Ramsay.
Pour l’article ayant un titre homophone, voir William Ramsey.
William Ramsay, né le 2 octobre 1852 à Glasgow en Écosse et mort le 23 juillet 1916 à High Wycombe en Angleterre, est un chimiste britannique, lauréat du prix Nobel de chimie de 1904. Ses principales découvertes furent faites en chimie inorganique.

## Biographie
Pendant la période 1885-1890, il publia de nombreux articles sur les oxydes d'azote, puis il fit la découverte de l'argon, de l'hélium, du néon, du krypton et du xénon. Il fut lauréat de la Médaille Davy en 1895.

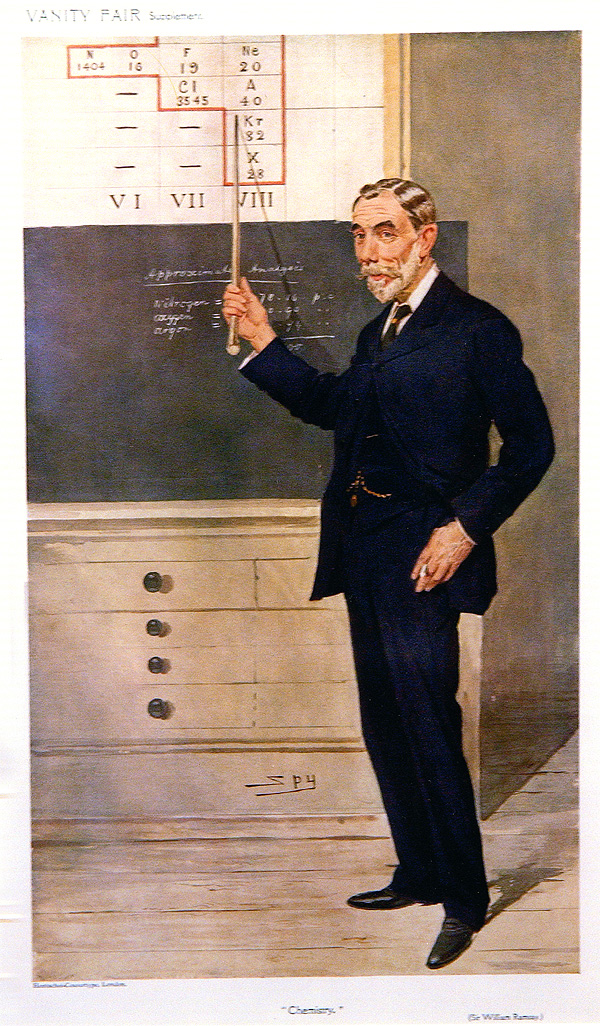
Portrait de Vanity Fair publié le 2 décembre 1908. Il montre Ramsay dans sa salle de classe qui pointe des gaz nobles sur un tableau périodique.

En 1894, Ramsay assista à une conférence de Lord Rayleigh, qui avait constaté un écart entre les masses volumiques de l'azote fait par la décomposition chimique de l'ammoniac, et de l'azote isolé de l'air après avoir enlevé les autres composantes connues (oxygène, dioxyde de carbone, vapeur d'eau). Ramsay a suggéré que cet azote atmosphérique peut contenir un autre élément. Pour  le démontrer, il a passé l'azote isolé de l'air au-dessus du magnésium chaud pour le faire réagir en Mg3N2 solide. Après que cette réaction était complète, il restait encore un autre gaz qui était complètement inerte et ne pouvait réagir avec aucun autre élément. Ramsay nomma ce nouvel élément argon (grec : « inactif »).
Ramsay reçut le prix Nobel de chimie de 1904 « en reconnaissance des services rendus par la découverte des gaz inertes dans l'air, et la détermination de leur place dans le système périodique ». Dans la même année, Lord Rayleigh reçut le prix Nobel de physique pour la découverte de l'argon.
Il est mort à High Wycombe, dans le Buckinghamshire (Angleterre).
Il était le neveu du géologue Andrew Ramsay.

## Honneurs  et distinctions
- Membre de la Royal Society (1888)
- Médaille Barnard attribuée par l'université Columbia (1895)
- Docteur honoris causa de l'université Jagellonne de Cracovie (1900)[2]
- Chevalier commandeur de l'ordre du Bain (1902)
- Docteur honoris causa de la faculté de médecine de l'université de Heidelberg (1903)
- Prix Nobel de chimie (1904)
- Médaille Elliott Cresson attribuée par le Franklin Institute (1913)